# Laid Black (album des Stranglers)
 (octobre 2012).
Si vous disposez d'ouvrages ou d'articles de référence ou si vous connaissez des sites web de qualité traitant du thème abordé ici, merci de compléter l'article en donnant les références utiles à sa vérifiabilité et en les liant à la section « Notes et références ».
Laid Black est un album du groupe The Stranglers qui regroupe des versions semi-acoustiques enregistrées en studio de plusieurs titres couvrant la période 1977-98.

## Titres
1. Walk on By
2. Let me Down Easy
3. Southern Mountains
4. Cruel Garden
5. European Female
6. Still Life
7. Always the Sun
8. The Face
9. Strange Little Girl
10. Princess of the streets
11. Golden Brown
12. Old Codger
13. Mony Mony
14. In the End